# Centre Recreatiu Guardiolenc
El centre Recreatiu Guardiolenc és un edifici de Font-rubí (Alt Penedès) inclòs a l'Inventari del Patrimoni Arquitectònic de Catalunya.

## Descripció
És un edifici entre mitgeres de planta baixa i dos pisos que té una coberta a dues vessants i una composició simètrica a la façana. El balcó té quatre portals al primer pis i quatre balcons petits al segon. Utilitza el totxo vist i el ràfec. Té un local amb escenaris i llotges a la planta baixa.